# Hypanartia lindingii
Hypanartia lindingii är en fjärilsart som beskrevs av Felder 1862. Hypanartia lindingii ingår i släktet Hypanartia och familjen praktfjärilar. Inga underarter finns listade i Catalogue of Life.